# LG V20
LG V20是LG 電子在其LG V 系列中生產的Android手機，是 2015 年發布的LG V10的後續產品。它於 2016 年 9 月 6 日發布，是第一款搭載Android Nougat操作系統的手機。與 V10 一樣，V20 在設備頂部附近有一個輔助顯示面板，可以顯示其他消息和控件，以及一個用於音頻的四通道數位類比轉換器 。與2017 年 8 月 31 日發布的繼任者LG V30不同，V20 具有用戶可更換電池。